# Labyrinth/Toki ni ai wa
Labyrinth/Toki ni ai wa è un singolo pubblicato il 2 luglio 1999 dalla Starchild. Il singolo è arrivato alla ventinovesima posizione nella classifica settimanale Oricon dei singoli più venduti, rimanendo in classifica per quattro settimane e vendendo 26,.110 copie. Il brano Labyrith è stato utilizzato come tema musicale per il film d'animazione Akihabara dennō gumi: 2011 nen no natsuyasumi, mentre Toki ni ai wa è stato utilizzato come tema musicale per Utena la fillette révolutionnaire - The Movie: Apocalisse adolescenziale

## Tracce
CD singolo KIDA-181
1. Labyrinth - 3:57
2. Toki ni ai wa (時に愛は) - 4:11
3. Labyrinth (off vocal version) - 3:57
4. Toki ni ai wa (off vocal version) - 4:11

## Classifiche
| Classifica (1999)                        | Posizione più alta |
| ---------------------------------------- | ------------------ |
| Giappone (Classifica settimanale Oricon) | 29                 |